# Eldorado (Argentinien)
Eldorado ist die Hauptstadt des gleichnamigen Departamento Eldorado im Norden der Provinz Misiones im Nordosten Argentiniens. Mit rund 54.000 Einwohnern ist sie die drittgrößte Stadt der Provinz.

## Lage
Eldorado liegt am Ostufer des Paraná und zieht sich von dort aus etwa 15 Kilometer an einer Hauptstraße entlang, die ins Landesinnere führt. Während der Westteil der Stadt von der Topografie her flach ist, beginnen im Ostteil die ersten Hügel der von subtropischem Regenwald bewachsenen Sierras Misioneras. Das Klima ist subtropisch und ganzjährig feucht, mit heißen Sommern und warmen Wintern.

## Geschichte
Die Stadt wurde am 29. September 1919 als Agrarkolonie von Adolfo Julio Schwelm, einem Frankfurter Juden, an dessen 47. Geburtstag, gegründet. Die Kolonie wurde zu Beginn von deutschen, skandinavischen und polnischen Einwanderern betrieben und wuchs bald zu einer der größten Städte der Provinz an.

## Sehenswürdigkeiten
Eldorado hat drei Zentren an der Querachse der Stadt, der Avenida San Martín. Das älteste liegt nahe am Hafen der Stadt am Río Paraná. Es wurde jedoch bald vom neuen Zentrum abgelöst, das etwa acht Kilometer weiter östlich, etwa in der Mitte der Stadt liegt. Ein drittes Zentrum liegt an der Kreuzung der Avenida San Martín mit der Nationalstraße Ruta Nacional 12, die nach Posadas und Puerto Iguazú führt.
Sehenswerte Bauwerke sind das Gebäude der Banco Nación im Kolonialstil im aktuellen Zentrum sowie einige alte Residenzen im alten Zentrum nahe dem Hafen. Touristisch interessant ist vor allem der Parque Schwelms mit einheimischen Baumarten und mehrere Wasserfälle in der Umgebung, die in üppige Urwaldvegetation eingebettet sind.

## Wirtschaft
Die Land- und Forstwirtschaft bestimmt nach wie vor die Wirtschaft der Stadt. Daneben gibt es jedoch seit einiger Zeit auch Industrie (Metallverarbeitung, Bau von landwirtschaftlichen Maschinen, Agrarindustrie, Mate-Verarbeitung).

## Persönlichkeiten
- Santiago Miranda (* 2001), schweizerisch-argentinischer Fußballspieler